# NGC 1660
NGC 1660 је спирална галаксија у сазвежђу Длето која се налази на NGC листи објеката дубоког неба.
Деклинација објекта је - 41° 29' 52" а ректасцензија 4h 44m 11,1s. Привидна величина (магнитуда) објекта NGC 1660 износи 14,0 а фотографска магнитуда 14,9. NGC 1660 је још познат и под ознакама ESO 304-18, MCG -7-10-21, AM 0442-413, PGC 15908.